# Compétition MRCA

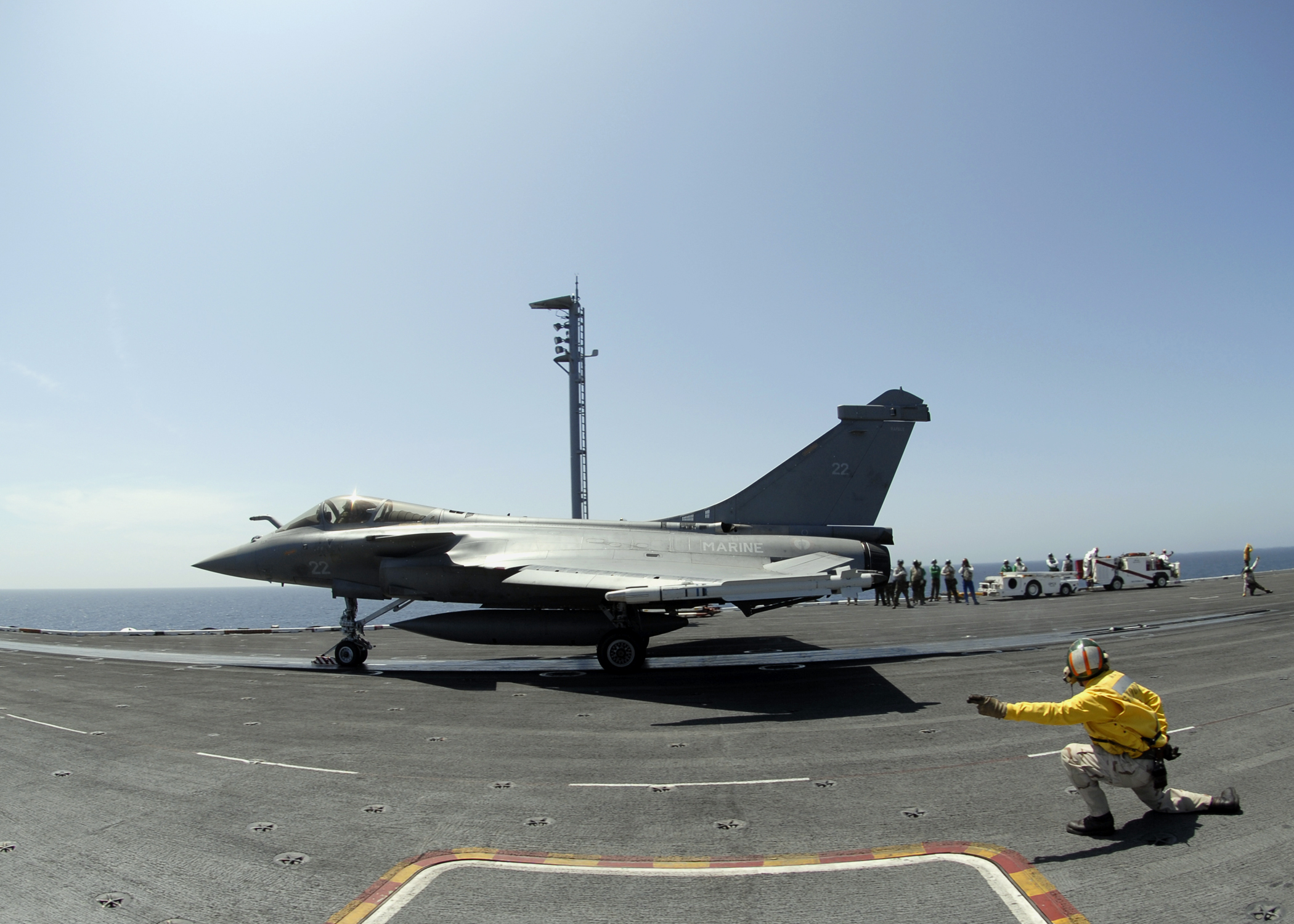
Le Rafale

La compétition Medium Multi-Role Combat Aircraft (MMRCA), plus connue sous le nom MRCA, est un appel d'offres lancé en 2001 par le ministère de la Défense indien et destiné à fournir avant 2020 126 avions multirôle à l'armée de l'air indienne. Dotée d'un budget d'environ 10,5 milliards de dollars, le programme voit s'affronter six appareils : le Dassault Rafale, l'Eurofighter Typhoon, le General Dynamics F-16 C/D Falcon, le McDonnell Douglas F/A-18E/F Super Hornet, le Saab JAS 39 Gripen et le Mikoyan-Gourevitch MiG-35. Les sélections débutent en juillet 2009. Le 31 janvier 2012, le Rafale est désigné pour être l'objet de négociations exclusives pour le marché pour 126 avions de chasse mais le 30 mai 2015 le ministre de la défense confirme que son pays ne peut s'offrir que 36 Rafale fabriqués en France, le coût de 108 Rafale fabriqués aussi en France et non en Inde comme souhaité initialement étant trop élevé. Fin juillet 2015, l'Inde annonce l'annulation de l'appel d'offres.

## Historique

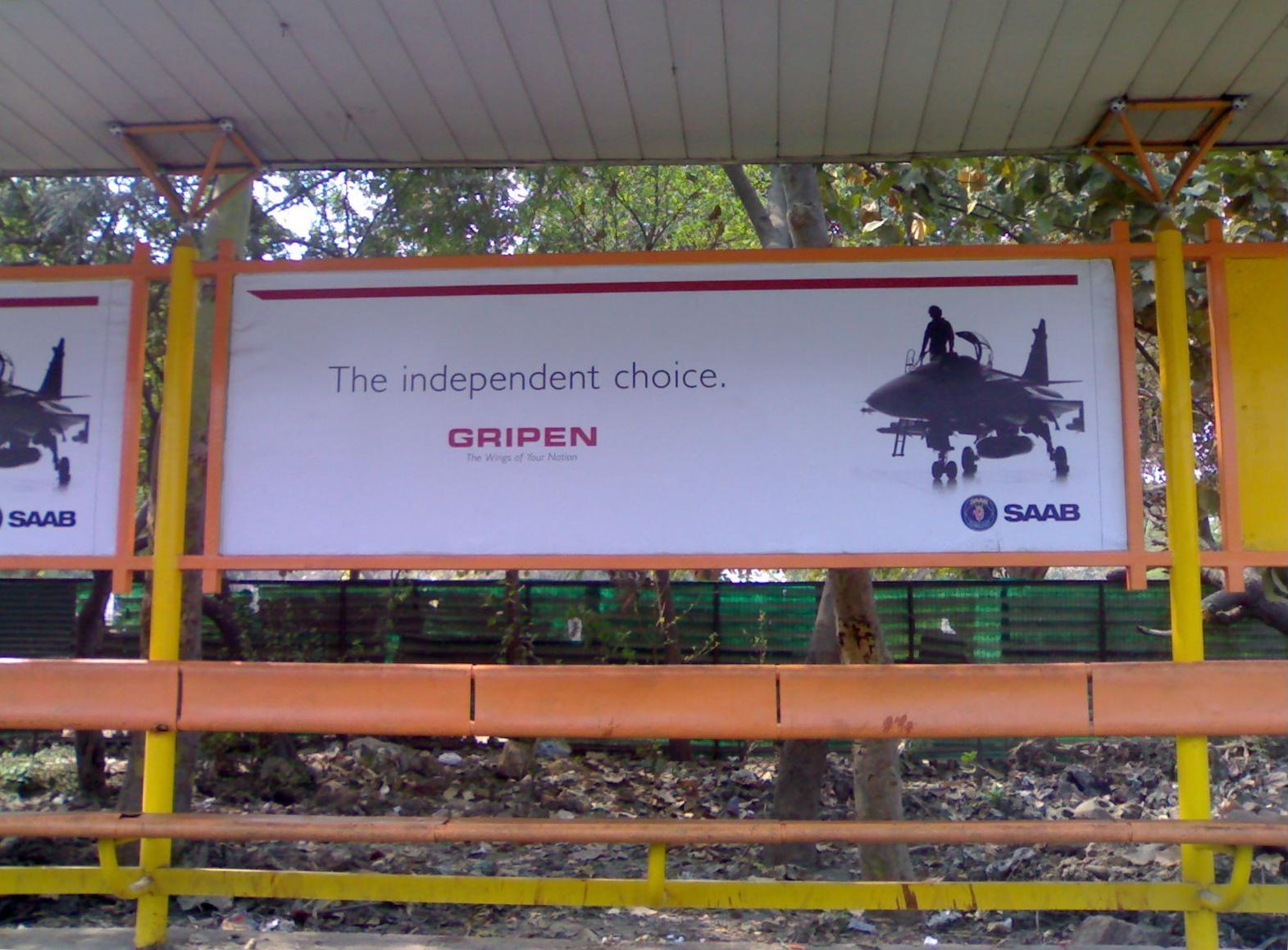
Publicité pour le Gripen à New Delhi en 2008. Ce contrat provoque une intense campagne de lobbying à tous les niveaux de la part des compétiteurs.

À l'origine, l'Inde voulait acheter des Mirage 2000-5 comme remplacement de ses Mirage 2000, qui avaient beaucoup impressionné lors de la guerre de Kargil, mais Dassault avait fermé les chaînes de production du Mirage au profit du Rafale. L’Inde, bien que les officiels français aient proposé de relancer spécialement la production pour elle[réf. souhaitée], a préféré lancer une compétition internationale.
Dans la compétition, Dassault a remplacé le Mirage 2000-5 Mk2 par le tout nouveau Rafale en proposant un transfert technologique partiel et la possibilité d'utiliser des réacteurs indiens Kaveri, déjà utilisés par le HAL Tejas. Deux industriels américains sont également présents : Boeing avec une version du F/A-18E/F Super Hornet, le F/A-18IN, pour laquelle des accords de coopération avec des industries indiennes ont été signés, et Lockheed Martin, qui propose une version du F-16E/F Block 60, le F-16IN Super Viper, et son possible futur remplacement par le F-35 Lightning II. Pour sa part, EADS propose, via Eurofighter GmbH, des Eurofighter Typhoon Tranche-3 pouvant être dotés de la poussée vectorielle et invite l'Inde à devenir partenaire du programme Eurofighter. Saab participe avec une nouvelle génération du JAS-39, le Gripen IN, variante du Gripen NG. Le Mikoyan MiG-35, version agrandie et modernisée du MiG-29, participe également à la compétition. L’IAF utilisait déjà des MiG-29 et la marine indienne des MiG-29K. En plus, l'Inde possède également des Soukhoï Su-30MKI russes et participe avec la Russie au développement du programme PAK-FA. Le choix du MiG-35 conduirait l’IAF à la perspective de ne dépendre que d’un seul fournisseur.
En octobre 2009, les premiers tests du Rafale, Typhoon, F/A-18IN, F-16IN et MiG-35 se concluent avec des résultats apparemment assez proches pour tous les chasseurs. Cependant, le 23 janvier 2010, l'ambassadeur indien en Italie dit que le Typhoon est le favori. En mars 2010 ont lieu les premiers tests du JAS-39 Gripen IN. Les évaluations des six chasseurs s’achèvent en juillet 2010. Une rumeur qui avançait que seuls le Rafale et le Typhoon restaient en course est d’abord démentie en août de la même année par un porte-parole du ministère de la Défense indien. Toutefois, le 27 avril 2011, selon des sources proches du gouvernement indien, seuls l'Eurofighter Typhoon et le Dassault Rafale restent sélectionnés pour concourir à la compétition,. 
Le 31 janvier 2012, Dassault est désigné pour entrer en négociation exclusive pour l'achat de 126 appareils, dont 18 construits en France et 108 en Inde par Hindustan Aeronautics Limited à Bangalore. Le contrat est évalué à 12 milliards pour les avions et 15 milliards de dollars (11 milliards d'euros) en comptant la formation et la maintenance. Le 31 janvier 2012, le Rafale est désigné pour être l'objet de négociations exclusives pour le marché pour 126 avions de chasse mais le 30 mai 2015 le ministre de la défense confirme que son pays ne peut s'offrir que 36 Rafale fabriqués en France, le coût de 108 Rafale fabriqués aussi en France et non en Inde comme souhaité initialement étant trop élevé et le premier Premier ministre nationaliste a fait part de sa volonté de limiter les importations, et de faire fabriquer 70 pour cent des matériels nécessaires dans son pays d'ici la fin de la décennie.
Au total, 6 escadrons seront dotés du MMRCA, répartis sur 2 bases du commandement occidental (dont Ambala) et deux bases du commandement oriental (East Air Command).
Les installations à Ambala Air Force Station qui serait la première base à accueillir le gagnant du MMRCA seraient remises à niveau, avec de nouveaux locaux et une réfection de la piste avant l’entrée en service du Rafale en 2018.

## MMRCA 2.0
En 2018, l’Inde émet un appel d’offres pour 110 avions. Les mêmes compagnies ont répondu. À nouveau, une fabrication en Inde est demandée.